# ジョゼフ・ピトン・ド・トゥルヌフォール

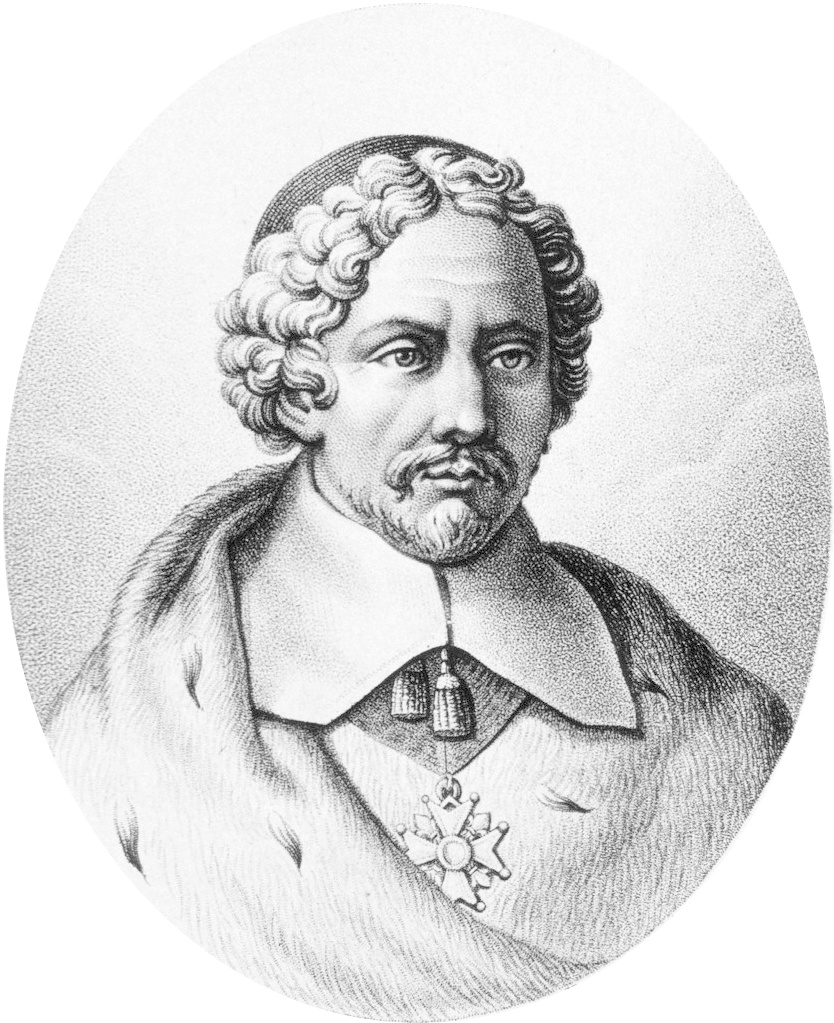
ジョゼフ・ピトン・ド・トゥルヌフォール

ジョゼフ・ピトン・ド・トゥルヌフォール（Joseph Pitton de Tournefort、1656年6月5日 – 1708年12月28日）は、フランスの植物学者である。花の形を基準にした植物分類法を確立したことで知られる。

## 略歴
エクス＝アン＝プロヴァンスで生まれた。イエズス会の修道院で学び、聖職者になることを求められたが、父親の死によって植物学の研究に専念することが可能になった。採集活動を行いながら医学を学んだが、1683年にパリ植物園で植物学の教授に任命された。このころピレネー山脈などの西ヨーロッパで採集旅行を行ない、多くの標本を集めた。
1700年から1702年の間、ギリシャの島々を経由してコンスタンチノープル、黒海沿岸、アルメニア、グルジアを、ドイツの植物学者アンドレアス・グンデスハイマー（Andreas Gundesheimer）と画家のクロード・オーブリエ（Claude Aubriet）を伴って、調査旅行した。この時の旅行記は死後、Relation d'un voyage du Levantとして出版された。晩年は、1706年からコレージュ・ロワイヤルで医学の教授を務めた。
主著『基礎植物学』（Eléments de botanique, ou Méthode pour reconnaître les Plantes）は1694年に出版され、1700年と1719年に "Institutiones rei herbariae" としてラテン語訳された。トゥルヌフォールは7000種の植物を約700の属に分類した。リンネによって近代的植物分類がはじめられたが、トゥルヌフォールは種の上に属を作り、その上に目、綱をたてた。リンネのおしべの数による綱の分類は人間の直感とずれがあったので、トゥルヌフォールは植物を草と木に分け、さらに花の形で綱を分けた。これが植物分類の基本の考え方となった。

## 著書の図版
"Institutiones rei herbariæ"の図版

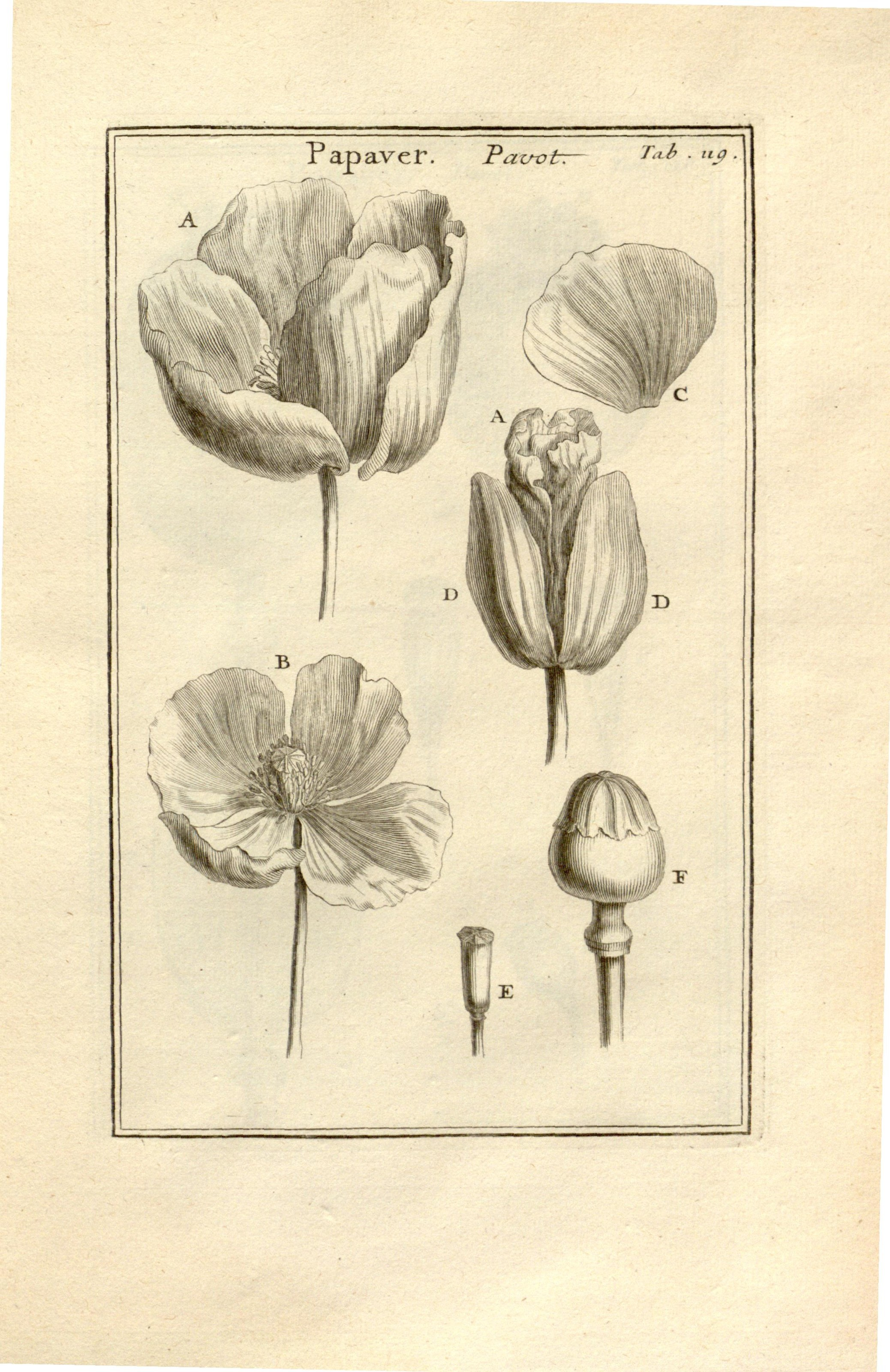
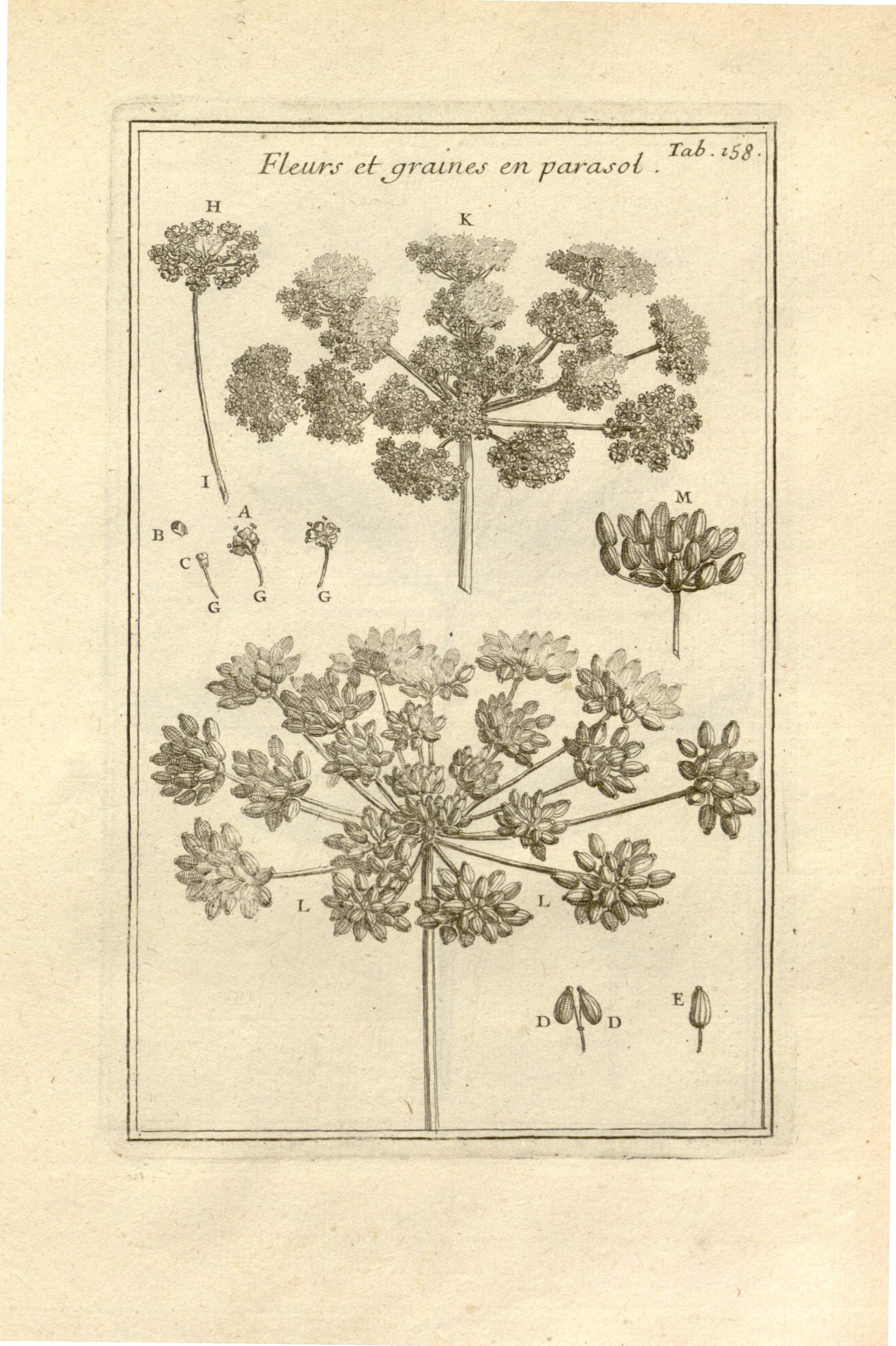
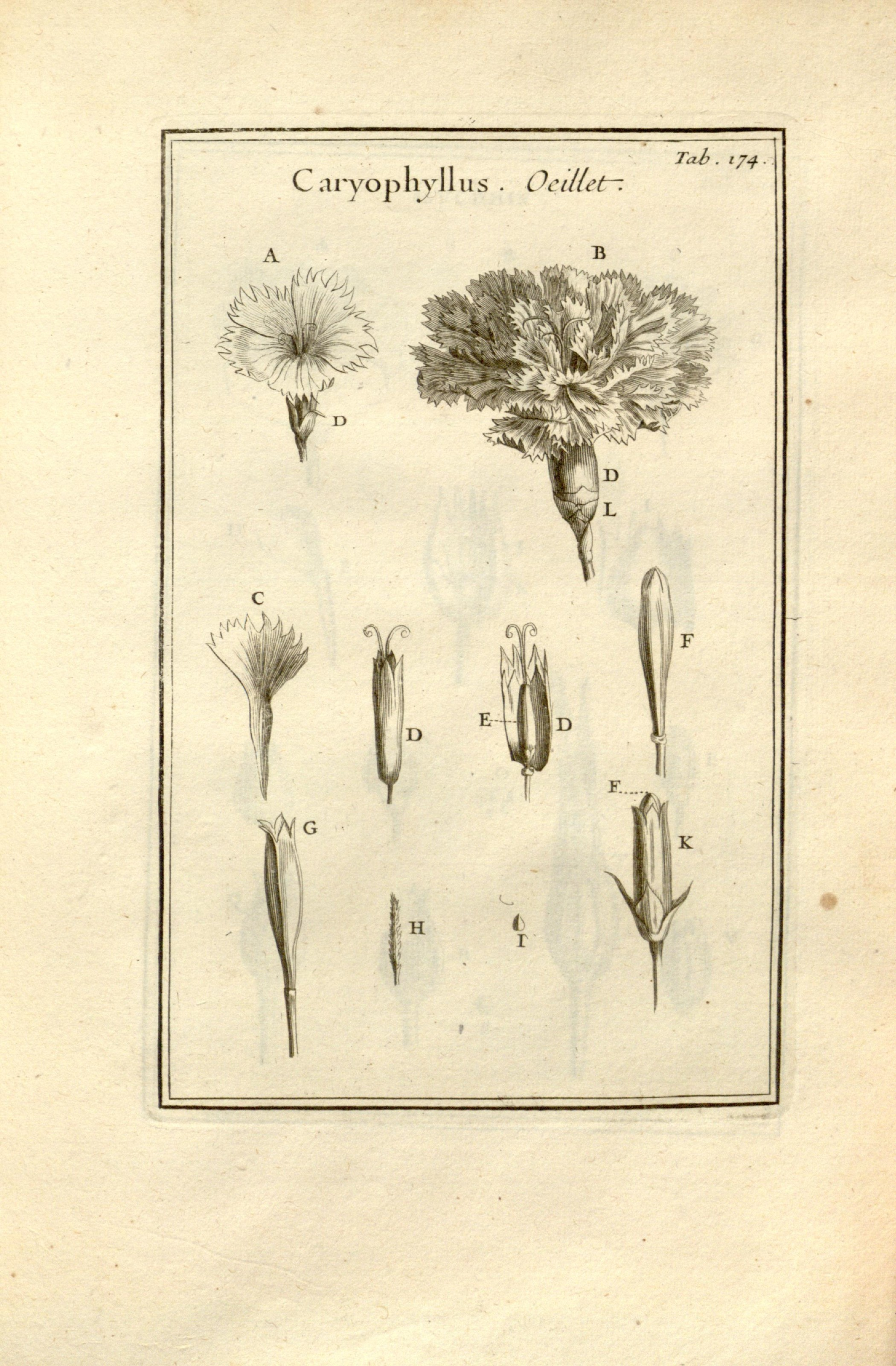
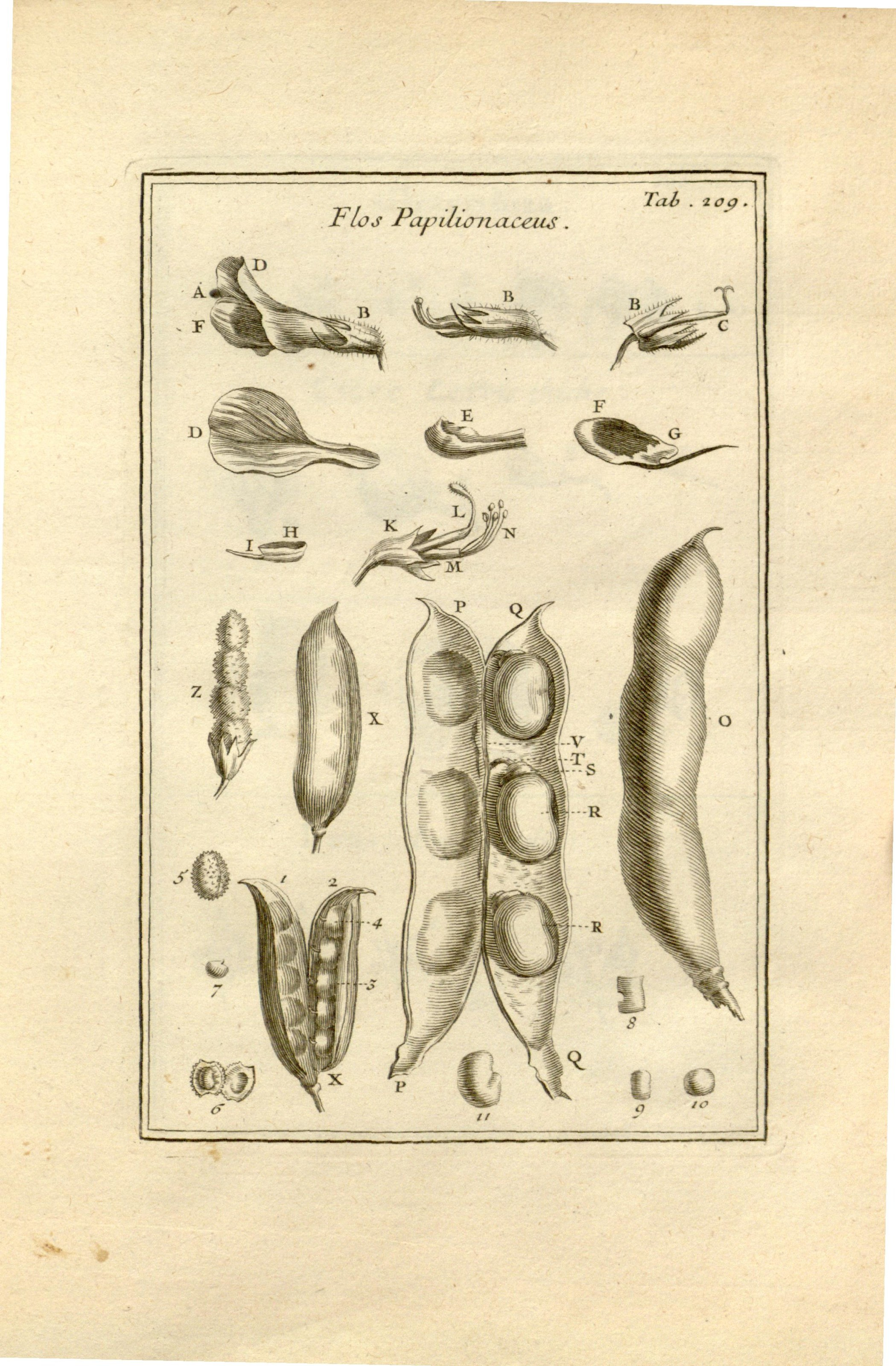
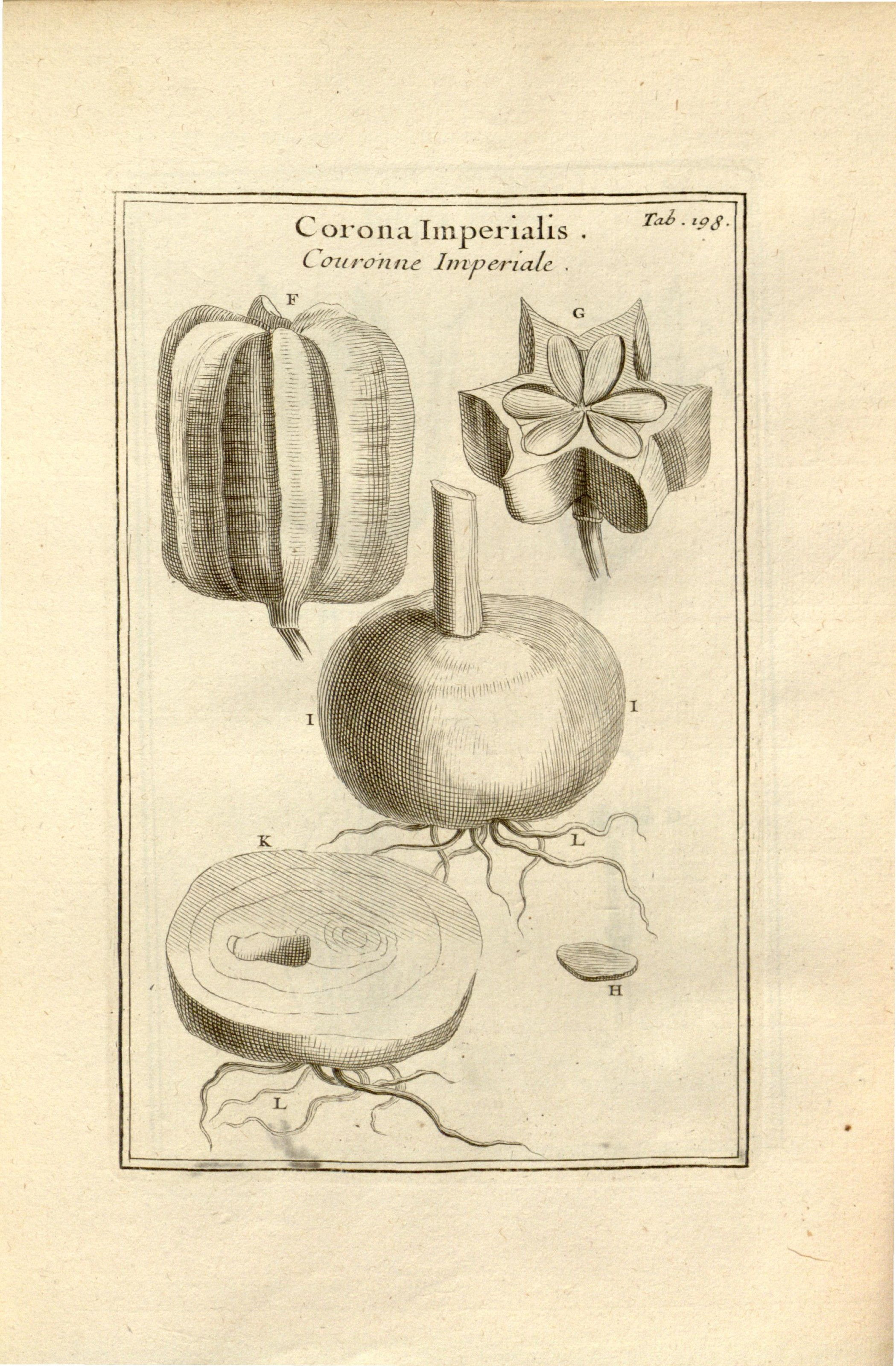

## 著書
- Élémens de botanique （1694年）
  - Institutiones rei herbariae, editio altera （ラテン語訳、1700年・1719年）
- Histoire des plantes qui naissent aux environs de Paris （1698年）
- Relation d'un voyage du Levant （1717年）
- Traité de la matière médicale （1717年）